# Anne Geddes
Anne Geddes (Queensland, 1956) é uma fotógrafa australiana.
A sua caminhada profissional começou aos vinte anos quando, autodidata, começou a desenvolver a sua assinatura em um negócio de imediato impacto visual: fotografias de bebês ou crianças pequenas caracterizadas como personagens de contos de fadas.
Os livros da Anne vendaram mais de 18 milhões de cópias em todo o mundo e foram traduzidos em 24 línguas, incluindo o português [carece de fontes?].